# Державний оптичний інститут

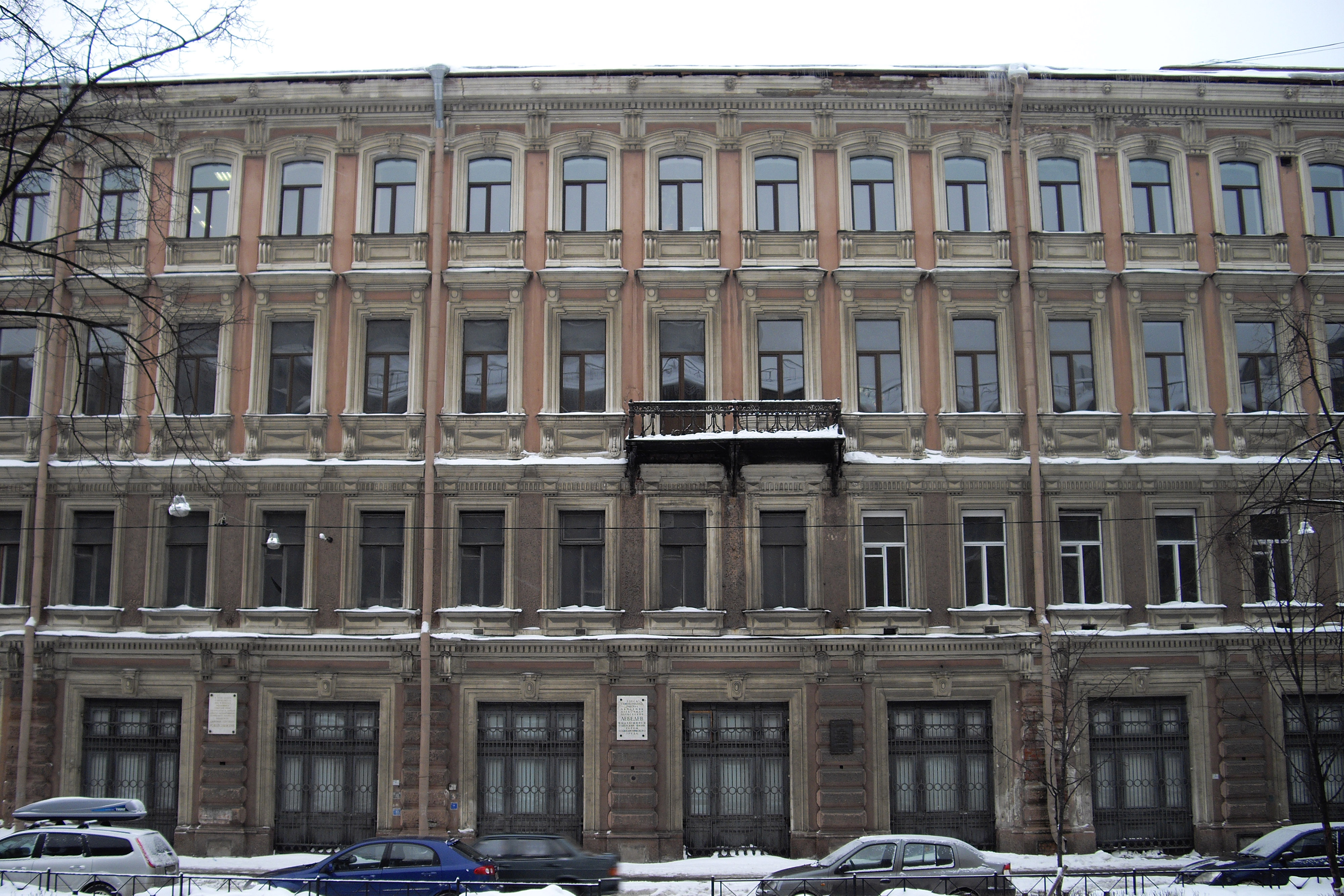
Біржова лінія, будинок 14 — колишній будинок Товариства Єлісєєвих. З 1920-х до 1990-х — одна з будівель Державного оптичного інституту.

Державний оптичний інститут (ДОІ, рос. Государственный оптический институт, ГОИ) — науково-виробниче підприємство для дослідження, розробки і впровадження оптичних приладів і технологій, що знаходиться у місті Санкт-Петербург.
Заснований у 1918 році з ініціативи відомого російського фізика Д. С. Рождєствєнского, який був директором і науковим керівником ДОІ до 1932 року.
З листопада 2012 року — відкрите акціонерне товариство «Державний оптичний інститут імені С. В. Вавілова». Створено шляхом перетворення Федерального державного унітарного підприємства "Науково-виробнича корпорація «Державний оптичний інститут імені С. І. Вавілова».